# Salwick
Salwick – wieś w Anglii, w hrabstwie Lancashire, w dystrykcie Fylde. Leży 52 km na północny zachód od miasta Manchester i 311 km na północny zachód od Londynu.